# Гурулёв, Альберт Семёнович
Альбе́рт Семёнович Гурулёв (28 сентября 1934, Спасск-Дальний — 24 декабря 2023, Иркутск) — русский прозаик и поэт. Член Союза писателей СССР (1969), позже Союза писателей России. Главный редактор (1980—1983), заведующий отделом прозы (с 2012) журнала «Сибирь».

## Биография
Родился 28 сентября 1934 года в Спасске-Дальнем Приморского края. Детство прошло в Черемхове.
В 1957 году окончил филологический факультет Иркутского государственного университета, работал журналистом в газетах «Советская молодёжь» и «Знамя коммунизма», позже главный редактор журнала «Сибирь».
Первый рассказ «Автобус» опубликовал в 1962 году в газете «Советская молодёжь». Публиковался в журналах «Байкал», «Наш современник», «Уральский следопыт», альманахе «Ангара». Первая книга — роман «Росстань» — вышла в Иркутске в 1968 году. Член Союза писателей СССР с 1969 года.
Умер в декабре 2023 года в Иркутске на 90-м году жизни.

## Премии
- Лауреат премии Иркутского комсомола имени Иосифа Уткина — за роман «Росстань» (1968)[3].
- Лауреат премии губернатора Иркутской области — за книгу «Русское устье» (2011)[4].
- «Серебряный витязь» — на международном славянском литературном форуме «Золотой витязь» (2007)[2].
- Лауреат премии журнала «Сибирь» имени Анатолия Зверева (2020)[1].

## Избранная библиография
- Росстань: Роман. — Иркутск: Вост.-Сиб. кн. изд-во, 1968. — 247 с. — 30000 экз.
- Росстань: Роман. — Новосибирск: Зап.-Сиб. кн. изд-во, 1970. — 319 с. — 100000 экз. — (Молодая проза Сибири)[5].